# Силагайлис, Гунтар Янович
Гу́нтар Я́нович Силагайлис (латыш. Guntars Silagailis; 31 августа 1984, Резекне) — латвийский футболист, нападающий ДЮСШ Резекне.

## Биография
Воспитанник резекненского футбола. На взрослом уровне начинал играть в местных клубах «Резекне» и «Дижванаги» в первой лиге Латвии. В 2004 году занял второе место в споре бомбардиров первой лиги с 23 голами, в 2005 году снова был вторым (24 гола).
В 2006 году вместе с клубом «Дижванаги» дебютировал в высшей лиге. Впервые отличился в матче первого тура, 8 апреля 2006 года против «Динабурга» (1:2). В ходе сезона перешёл в «Вентспилс», ставший чемпионом Латвии 2006 года, но сыграл только один матч.
В 2007 году вернулся в Резекне и стал выступать за клуб «Блазма», в том же сезоне занял третье место в споре бомбардиров первой лиги с 30 голами. На следующий год играл в высшей лиге за «Блазму» и «Ригу».
В 2009 году впервые перешёл в заграничный клуб — ирландский «Корк Сити», вместе с Робертом Межецким, сыграл 29 матчей и забил 4 гола в высшем дивизионе Ирландии. В первой половине 2010 года выступал в высшей лиге Белоруссии за «Витебск», но в 18 матчах не смог отличиться ни разу. Осенью 2010 года снова играл в высшей лиге Латвии за «Блазму», после чего перешёл в клуб второго дивизиона Израиля «Ахва Арабэ», где в 16 матчах забил 3 гола.
В 2011—2013 годах играл в высшей лиге Латвии за «Юрмалу» и «Даугаву» (Даугавпилс), но был малорезультативен. Чемпион Латвии 2012 года в составе «Даугавы».
В 2014 году вернулся в родной город и играет на любительском уровне за «ДЮСШ Резекне» в первой лиге. Лучший бомбардир первой лиги 2014 года с 42 голами. В 2015 году забил 18 голов, в 2016 году — 21 гол, оба раза входил в десятку лучших бомбардиров первой лиги. По состоянию на 2018 год продолжал выступать за клуб. Играл в чемпионате Даугавпилса по футзалу за резекнинский ТФК и «Нортекс».
Всего в высшей лиге Латвии сыграл 106 матчей и забил 16 голов, в первой лиге — более 180 голов. Неоднократный серебряный и бронзовый призёр первой лиги.
Во второй половине 2010-х годов также работает детским тренером в Резекне. Приводил свои команды к победам в турнирах национального уровня.
Окончил Полицейскую академию.

## Личная жизнь
Брат Артур (род. 1987) тоже был профессиональным футболистом.